# Symphonie no 8 de Glazounov
Pour les articles homonymes, voir Symphonie no 8.
La Symphonie nº 8 opus 83 en mi bémol majeur est une symphonie du compositeur russe Alexandre Glazounov. Composée en 1905, elle comporte quatre mouvements.

## Analyse de l'œuvre
1. Allegro moderato
2. Maestoso
3. Scherzo
4. Moderato sostenuto

Durée d'exécution : 38-41 minutes